# ペトリオーロ
ペトリオーロ（伊: Petriolo）は、イタリア共和国マルケ州マチェラータ県にある、人口約1,800人の基礎自治体（コムーネ）。

## 地理

### 位置・広がり
マチェラータ県のコムーネ。県都マチェラータから南へ9kmの距離にある。

#### 隣接コムーネ
隣接するコムーネは以下の通り。
- コッリドーニア
- ローロ・ピチェーノ
- モリアーノ
- トレンティーノ
- ウルビザーリア

### 気候分類・地震分類
ペトリオーロにおけるイタリアの気候分類 (it) および度日は、zona D, 1995 GGである。
また、イタリアの地震リスク階級 (it) では、zona 2 (sismicità media) に分類される。